# Behold... The Arctopus
I Behold... The Arctopus sono un gruppo experimental metal statunitense originario di Brooklyn e attivo dal 2001.

## Formazione

### Formazione attuale
- Mike Lerner - chitarra
- Colin Marston - basso
- Weasel Walter - batteria

### Ex componenti
- Charlie Zeleny - batteria

## Discografia

### Album studio
- 2007 - Skullgrid
- 2012 - Horrorscension
- 2016 - Cognitive Emancipation

### Altro
- 2002 - We Need a Drummer (demo)
- 2003 - Arctopocalypse Now... Warmageddon Later (3")
- 2005 - Nano-Nucleonic Cyborg Summoning
- 2006 - Orthrelm / Behold... The Arctopus (split con Orthrelm)